# Rivadavia (San Juan)
Rivadavia – miasto w Argentynie, położone w południowej części prowincji San Juan.

## Opis
Miejscowość została założona w 1909 roku. W mieście znajduje się węzeł drogowy-RP12 i RP64.

## Atrakcje turystyczne
- Bodega Merced del Estero[1] - Winnica,
- Santiago Graffigna Wine Museum[2] - Muzeum Wina,
- Parque Faunístico - Zoo w Rivadavia.

## Demografia
.